# تیم رؤیایی جام جهانی فوتبال
تیم رویایی جام جهانی فوتبال تیم تمام‌ستاره ادوار جام جهانی فوتبال است که توسط فیفا در سال ۲۰۰۲ میلادی منتشر شد. این تیم، نتیجه یک نظرسنجی اینترنتی از طرفداران برای انتخاب یک تیم رؤیایی در جام جهانی بود. دیگو مارادونا از آرژانتین بیشترین رأی را آورد. بیش از یک و نیم میلیون طرفدار در سراسر جهان در این نظرسنجی شرکت کردند که توسط وب سایت رسمی فیفا، www.FIFAworldcup.com انجام شد و مارادونا ۱۱۱٬۰۳۵ رأی آورد و اول شد. پله برندهٔ سه جام جهانی از برزیل با ۱۰۷٬۵۳۹ رأی، دوم شد و زین‌الدین زیدان زنندهٔ دو گل برای فرانسه در فینال ۱۹۹۸ با ۸۰٬۵۲۷ رأی سومین آرای برتر را به دست آورد.
این تیم رؤیایی فوتبال شامل یک دروازه‌بان، سه مدافع، چهار هافبک، و سه مهاجم در سیستم ۳–۴–۳ می‌باشد.

سیستم ۳–۴–۳

| بازیکن          | پست حرفه‌ای               | کشور سال‌های حضور در جام جهانی               |
| --------------- | ------------------------ | ------------------------------------------- |
| لو یاشین        | دروازه‌بان                | اتحاد جماهیر شوروی · ۱۹۵۸، ۱۹۶۲، ۱۹۶۶، ۱۹۷۰ |
| پائولو مالدینی  | مدافع میانی و مدافع چپ   | ایتالیا · ۱۹۹۰، ۱۹۹۴، ۱۹۹۸، ۲۰۰۲            |
| فرانتس بکن‌باوئر | مدافع جلوزن              | آلمان غربی · ۱۹۶۶، ۱۹۷۰، ۱۹۷۴               |
| روبرتو کارلوس   | مدافع کناری              | برزیل · ۱۹۹۸، ۲۰۰۲، ۲۰۰۶                    |
| روبرتو باجو     | مهاجم دوم یا هافبک هجومی | ایتالیا · ۱۹۹۰، ۱۹۹۴، ۱۹۹۸                  |
| زین‌الدین زیدان  | هافبک هجومی              | فرانسه · ۱۹۹۸، ۲۰۰۲، ۲۰۰۶                   |
| میشل پلاتینی    | هافبک میانی              | فرانسه · ۱۹۷۸، ۱۹۸۲، ۱۹۸۶                   |
| دیگو مارادونا   | مهاجم دوم یا هافبک هجومی | آرژانتین · ۱۹۸۲، ۱۹۸۶، ۱۹۹۰، ۱۹۹۴           |
| روماریو         | مهاجم                    | برزیل · ۱۹۹۰، ۱۹۹۴                          |
| یوهان کرایف     | مهاجم یا هافبک هجومی     | هلند · ۱۹۷۴                                 |
| پله             | مهاجم یا هافبک هجومی     | برزیل · ۱۹۵۸، ۱۹۶۲، ۱۹۶۶، ۱۹۷۰              |